# Desulfuromonas
Desulfuromonas ist eine Gattung von Bakterien.
Es sind Schwefelatmer, durch die Reduktion von elementarem Schwefel (S0) wird Energie gewonnen, welche in den weiteren Stoffwechsel umgesetzt wird.
Der Name leitet sich von latein sulfur für Schwefel und griechisch monas für Einzeller (Monade) ab.

## Eigenschaften
Die Zellen von Desulfuromonas sind gerade oder leicht gekrümmte Stäbchen mit 0,3–0,9 × 1,0–4,0 Mikrometer. Einige Arten sind durch ein einzelnes Flagellum beweglich, z. B. Desulfuromonas acetoxidans und D. acetexigens. Die Art D. svalbardensis ist peritrich begeißelt. Andere Arten besitzen auch keine Flagellen und sind unbeweglich, wie z. B. D. palmitatis und D. carbonis. Alle Arten sind strikt anaerob, sie können keinen Sauerstoff tolerieren und leben daher nur in sauerstofffreien Bereichen von z. B. Salzseen, Brackwasser, Süßwasser und Meeren.
Die Gram-Test verläuft negativ. Dauerstadium wie z. B. Sporen werden nicht gebildet.

## Stoffwechsel
Desulfuromonas zählt zu den schwefelreduzierenden Bakterien. Einfache organische Verbindungen wie Acetat dienen als Elektronendonatoren innerhalb der Atmungskette im Energiestoffwechsel und als Baustoffquellen. Elementarer Schwefel dient als Elektronenakzeptor. Hierbei werden durch die Oxidation der organischen Verbindungen Elektronen in eine Elektronentransportkette gebracht. Es wird eine protonenmotorische Kraft erzeugt, wodurch schließlich ATP gebildet wird. Der Schwefel nimmt als Elektronenakzeptor die Elektronen wieder auf und wird hierbei zu Schwefelwasserstoff (H2S) reduziert. Man spricht auch von der Schwefelatmung.
Desulfuromonas kann u. a. folgende Schwefelverbindungen als Elektronenakzeptor verwenden: Elementarer Schwefel, verschiedene Polysulfide und Cystin. Sulfat und Sulfit kann es nicht verwenden. Neben Acetat können auch z. B. Ethanol, Pyruvat, Laktat und Glutamat als organische Stoffe zur Elektronendonatoren dienen. Durch die Reduktion von Schwefel zu Schwefelwasserstoff ist Desulfuromonas wichtig im Schwefelkreislauf der Erde.
Einige Arten können außer elementaren Schwefel auch  Mangan(IV) und Eisen(III) als Elektronenakzeptor nutzen. Hierzu zählt z. B. D. carbonis.

## Systematik
Die Gattung Desulfuromonas zählt zu der Familie der Desulfuromonadaceae in der Ordnung der Desulfuromonadales, die zur Klasse der Deltaproteobacteria gehört.
Es folgt eine Liste einiger Arten (Stand: 15. Januar 2019):
- Desulfuromonas acetexigens Finster et al. 1997
- Desulfuromonas acetoxidans Pfennig and Biebl 1977
- Desulfuromonas carbonis An and Picardal 2015
- Desulfuromonas chloroethenica Krumholz 1997
- Desulfuromonas michiganensis Sung et al. 2009
- Desulfuromonas palmitatis Coates et al. 2000
- Desulfuromonas svalbardensis Vandieken et al. 2006
- Desulfuromonas thiophila Finster et al. 1997